# Біфуркація подвоєння періоду
Біфуркація подвоєння періоду у дискретній динамічній системі є біфуркцією за якої система перемикається до нової поведінки з подвоєнням періоду вихідної системи. Біфуркація подвоєння періоду може також виникати у неперервних динамічних системах, коли новий граничний цикл виникає з існуючого граничного циклу, і період нового граничного циклу подвоєний, порівняно з вихідним.

## Приклади
- Логістичне відображення
- Логістичне відображення для модифікованої кривої Філліпса

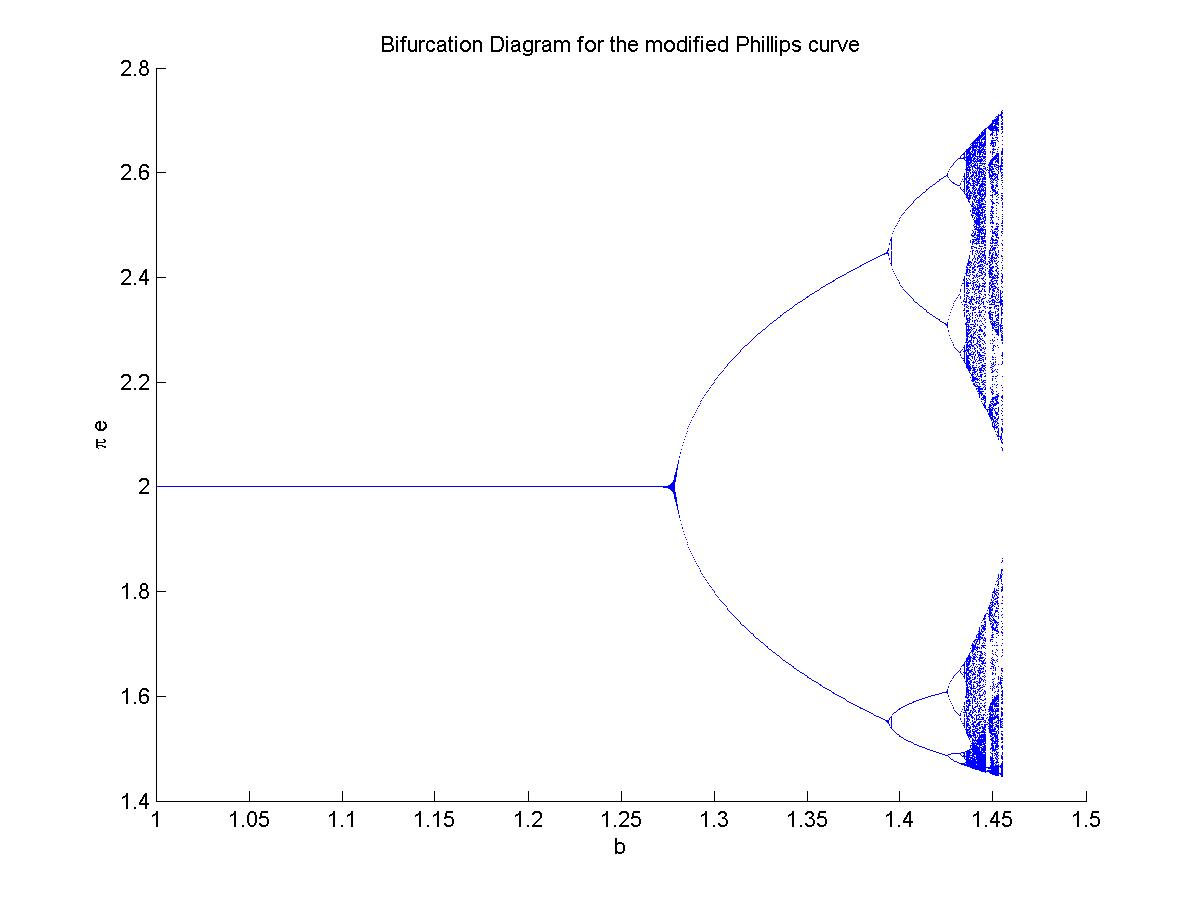
Біфуркаційна діаграма для модифікованої кривої Філліпса.

Розглянемо логістичне відображення для модифікованої кривої Філліпса:
{\displaystyle \pi _{t}=f(u_{t})+a\pi _{t}^{e}} 

{\displaystyle \pi _{t+1}=\pi _{t}^{e}+c(\pi _{t}-\pi _{t}^{e})} 

{\displaystyle f(u)=\beta _{1}+\beta _{2}e^{-u}\,} 

{\displaystyle b>0,0\leq c\leq 1,{\frac {df}{du}}<0}
де {\displaystyle \pi } — це дійсна інфляція, {\displaystyle \pi ^{e}} — це очікувана інфляція, u — рівень безробіття і {\displaystyle m-\pi } — це грошові агрегати приросту. Прирівнюючи {\displaystyle \beta _{1}=-2.5,\ \beta _{2}=20,\ c=0.75} і змінюючи {\displaystyle b}, отримаємо систему, яка зазнає біфуркції подвоєння періоду, і після певної точки стає хаотичною, що проілюсторовано на біфуркційній діаграмі.
- Комплексне квадратичне відображення

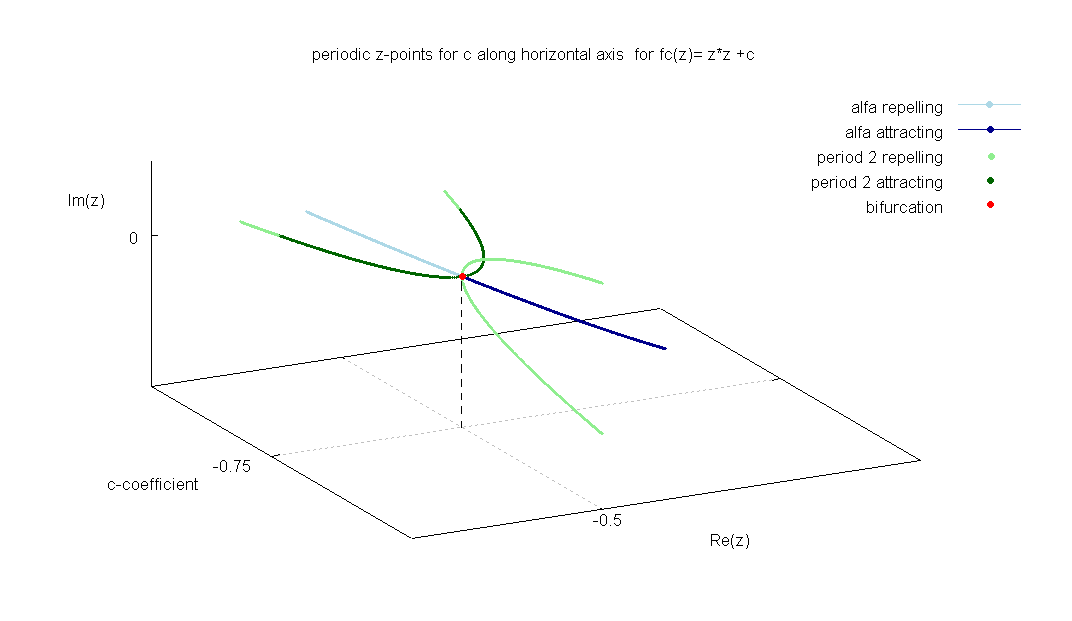
Біфуркція з періоду 1 до 2 для комплексного квадратичного відображення.

## Біфуркації зполовинення періоду

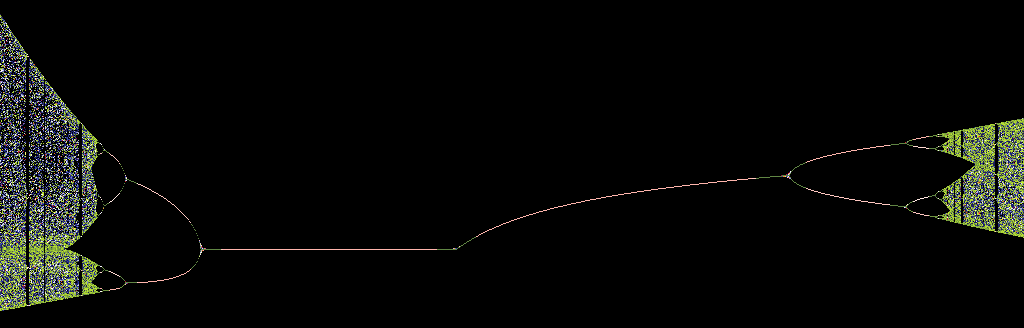
Біфуркації зполовинення періоду (ліворуч), що призводять до зникнення хаосу, що змінюються на біфуркації подвоєння періоду(праворуч), які ведуть до хаотичного режиму.

Біфуркація зполовинення періоду у динамічній системі це біфуркація, за якої система переходить до нового режиму зі зменшенням періоду вихідної системи вдвічі. Серія біфуркацій зполовинення періоду веде від хаосу до порядку.